# Cenemus culiculus
Cenemus culiculus е вид паяк от семейство Pholcidae. Видът е уязвим и сериозно застрашен от изчезване.

## Разпространение и местообитание
Разпространен е в Сейшели.
Обитава скалисти райони и гористи местности в райони с тропически климат.